# Prosopocoilus spineus
Prosopocoilus spineus là một loài bọ cánh cứng trong họ Lucanidae. Loài này được Didier mô tả khoa học năm 1927.